# کامپردندو
کامپردندو (به اسپانیایی: Camporredondo District) یک سکونتگاه مسکونی در پرو است که در Luya واقع شده‌است.

## خصوصیات
کامپردندو ۳۷۶٫۰۱ کیلومترمربع مساحت و ۵٬۷۶۵ نفر جمعیت دارد و ۱٬۷۵۰ متر بالاتر از سطح دریا واقع شده‌است.